# Озелян
Озелян (словен. Ozeljan) — поселення в общині Нова Гориця, Регіон Горишка, Словенія. Висота над рівнем моря: 113,8 м. Розташоване в долині річки Віпава